# Szent Paulinus-templom

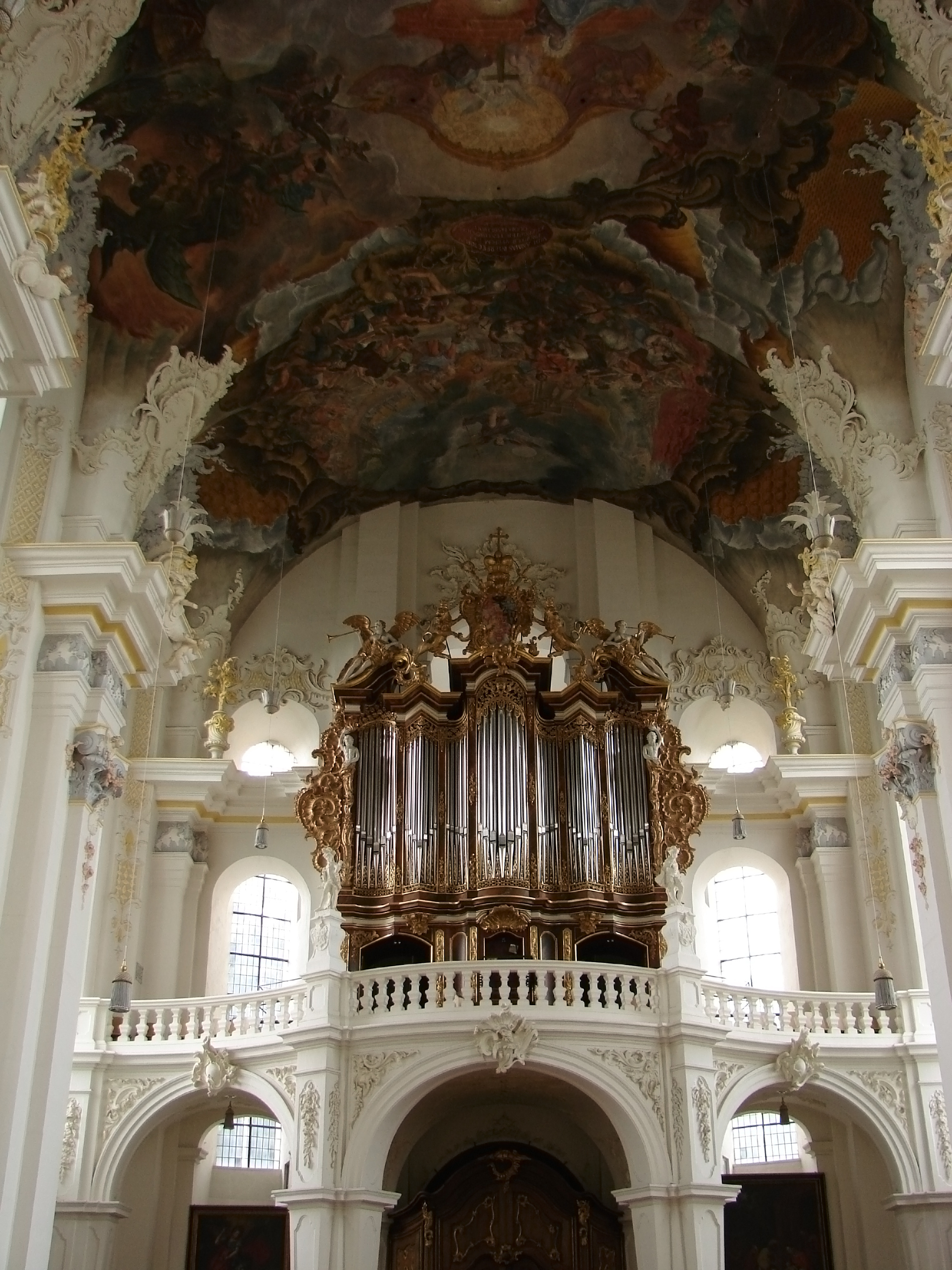
A templom orgonája

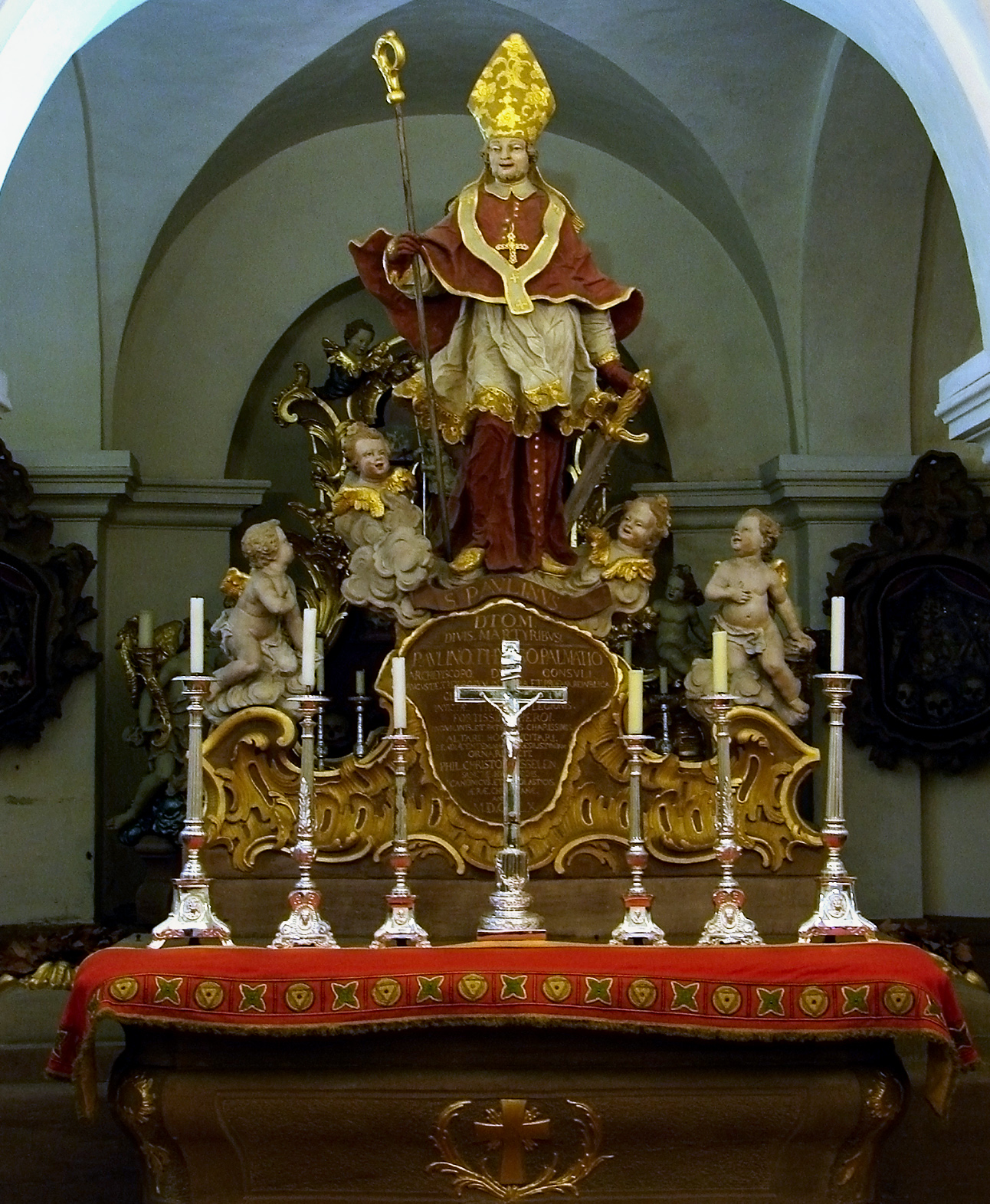
Szent Paulinus szobra a kriptában

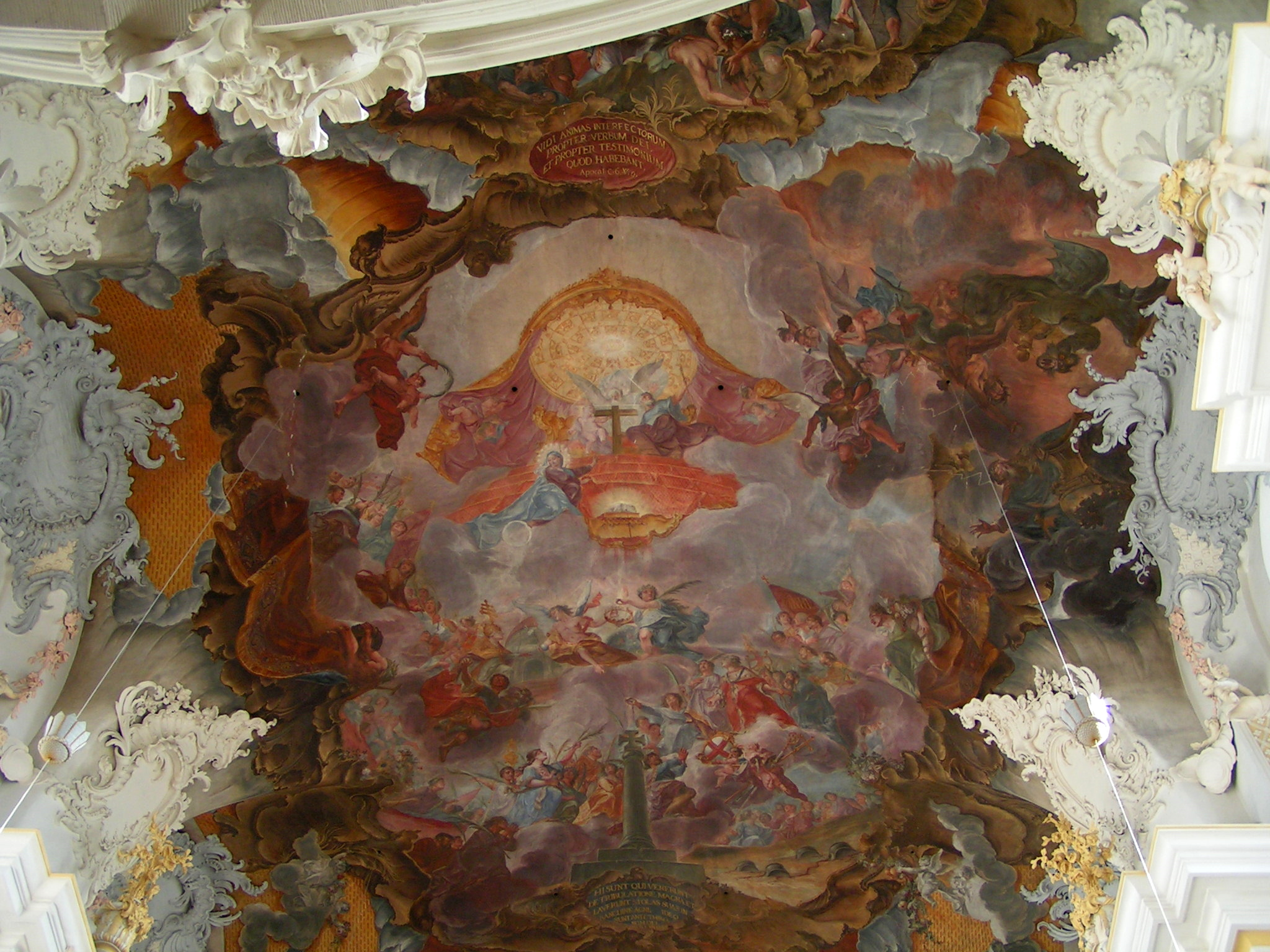
Scheffler freskója

A Szent Paulinus-templom Trierben található késői barokk stílusú plébániatemplom, amelynek belsejét Johann Balthasar Neumann tervezte. 1958 óta a  basilica minor rangot viseli.

## Története
Az első templomot ezen a helyen a 4. században Felix püspök építtette, a római Trier (Augusta Treverorum) városfalaitól északra fekvő temetkezési helyen. A legenda szerint a római kori csontok egy keresztény légiótól származnak, amelynek katonái nem akarták megtagadni a hitüket, ezért mártírhalált haltak. A helyi hagyomány úgy tartja, hogy a vértanúságuk a jelenlegi templom előtti téren történt.
A templom a nevét Trieri Szent Paulinusról kapta, aki 346 és 353 között Trier püspöke volt, és földi maradványait 400 körül a templomba szállították.
Az 5. században (valószínűleg 403 és 421 között) a Triert elfoglaló frankok lerombolták, de már 480-ban megkezdődött az újjáépítés.
1039-ben az ókori építmény majdnem teljesen megsemmisült egy tűzesetben. Csak az ókori sírbolt a koponyákkal és csontokkal maradt fenn; ezek különböző liturgikus ünnepek alkalmával illetve kivételes látogatási engedély alapján tekinthetők meg.
Az ókori templom megsemmisülése után egy kéttornyú román stílusú bazilika épült, amelyet II. Jenő pápa 114-ben szentelt fel. Ezt a templomot XIV. Lajos francia király csapatai taktikai okokból lerombolták, hogy a várostól északra üres területet hozzanak létre. A bazilikából csak a románkori kripta maradt fenn, Szent Paulinus 4. századi szarkofágjával.
1734-ben Franz Georg von Schönborn-Buchheim érsek és választófejedelem a román templom alapjain egy új templomot kezdett építtetni. Az új építmény egyhajós barokk templom, amelynek az építésze  Christian Kretzschmar volt. A templom azonban főleg Johann Balthasar Neumann gazdag belső díszítéseiről ismert. A mennyezetfreskókat, amelyeken Szent Paulinus és a keresztény légió története látható, Christoph Thomas Scheffler készítette 1743-ban. A falakat és a mennyezetet ezenkívül fehér stukkók díszítik. A főoltár, a karzat és további berendezések Balthasar Neumann tervei alapján Ferdinand Tietz szobrászműhelyében készültek. A Roman Benedikt Nollet által épített orgona 1756-ban készült el. Az orgonaszekrényt szintén Neumann tervezte. A templomot 1757-ben szentelték fel.
1794-ben Triert elfoglalták a francia csapatok és a többi templomhoz hasonlóan a Szent Paulinus alapítványát is feloszlatták és a vagyonát eltulajdonították. 1804-ben a vagyon egy részét visszaadták és a Szent Paulinus-templomot plébániatemplommá nyilvánították.
A 20. század során a Szent Paulinus belsejét illetve külsejét 1930-1931-ben illetve 1979-1982-ben újították fel.
1958. május 23-án XII. Piusz pápa a templomot basilica minornak nyilvánította.

## Leírása
A mai Szent Paulinus plébániatemplom egyhajós építmény, amely alatt háromhajós kripta található. A hosszház, az apszis és a torony a románkori építmény középhajójának alapjára épültek. Az építmény hossza 52 méter, a torony magassága közel 53 méter. A hosszház és kórus külsejét támpillérek és magas, karcsú köríves ablakok tagolják.
A templomtól keletre és északra egy kis temető helyezkedik el. 1989 óta itt található egy kápolna az 1987-ben boldoggá avatott Blandine Merten sírjával.

## Harangok
A templom négy harangját maisoncelles-i Joseph és Charles Perrin fivérek öntötték 1821-22-ben. A harangok ritkaságnak számítanak, mivel kevés 19. századi harang élte túl az első és a második világháborút.
| Név                        | Öntés éve | Átmérő (mm) | Súly (kg) |
| Paulinus & trieri vértanúk | 1821      | 1570        | 2365      |
| Nikolaus & Donatus         | 1821      | 1420        | 1774      |
| Michael & Walburga         | 1821      | 1273        | 1239      |
| Petrus & Johannes Nepomuk  | 1822      | 1168        | 1017      |

## Fordítás
Ez a szócikk részben vagy egészben a St. Paulin című német Wikipédia-szócikk ezen változatának fordításán alapul.  Az eredeti cikk szerkesztőit annak laptörténete sorolja fel. Ez a jelzés csupán a megfogalmazás eredetét és a szerzői jogokat jelzi, nem szolgál a cikkben szereplő információk forrásmegjelöléseként.